# Султанов, Аждар Али Аббас оглы
Аждар Али Аббас оглы Султанов (азерб. Əjdər Əliabbas oğlu Sultanov; декабрь 1909, Баку — 10 января 1962, там же) — азербайджанский советский актёр театра, народный артист Азербайджанской ССР (1949).

## Биография
Родился в декабре 1909 года в городе Баку.
В 1928 году окончил Бакинский театральный техникум. Сценическую же деятельность Султанов начал ещё в 1926 году в Бакинском тюркском рабочем театре. Затем с 1933 по 1937 год играл на сцене Кировобадского драматического театра. С 1939 по 1962 год Султанов был актёром Азербайджанского драматического театра.
С 1942 года был членом КПСС.
Аждар Султанов обладал высокой сценической культурой, звучным и прекрасным голосом, чёткой дикцией. Созданные им образы отличались жизненностью, мудростью и моральной чистотой. Среди известных ролей Султанова были Луконин («Парень из нашего города» Константина Симонова), Ларин («Бухта Ильича» Джаббара Меджнунбекова), Чингиз («Любовь и месть» Сулеймана Сани Ахундова), Орсино, Кассио, Леонт («Двенадцатая ночь», «Отелло», «Зимняя сказка» Уильяма Шекспира), Дядя Ваня («Дядя Ваня» Антона Чехова), дервиш («Шейх Санан» Гусейна Джавида) и др.
Скончался 10 января 1962 года в Баку.

## Награды и звания
- орден Трудового Красного Знамени (09.06.1959)
- орден «Знак Почёта» (17.04.1938) — за выдающиеся заслуги в деле развития азербайджанского оперного искусства, азербайджанской музыки, песни и танцев[2]
- медали[1]
- Народный артист Азербайджанской ССР (1949)